# Record statunitensi di atletica leggera
I record statunitensi di atletica leggera rappresentano le migliori prestazioni di atletica leggera stabilite dagli atleti di nazionalità statunitense e ratificate dalla USA Track & Field.

## Outdoor
Statistiche aggiornate al 9 settembre 2024.
Legenda:
A = influenzato dall'altitudine
+ = tempo registrato all'interno di una gara di distanza più lunga
a = tempo non eleggibile per record secondo la regola 260.28 di World Athletics
# = non ufficialmente ratificato dalla World Athletics
X = annullato per uso di doping

### Maschili
| 100 m                    | 9"69 (+2,0 m/s) | Tyson Gay                                                                                             | 20 settembre 2009 | Golden Grand Prix                                               | Stadio di Shanghai, Shanghai, Cina                                      |                             |        |             |         |
| 200 m                    | 19"31 (+0,4 m/s) | Noah Lyles                                                                                            | 21 luglio 2022    | Campionati del mondo di atletica leggera 2022                   | Hayward Field, Eugene, Stati Uniti                                      |                             |        |             |         |
| 400 m                    | 43"18 | Michael Johnson                                                                                       | 26 agosto 1999    | Campionati del mondo di atletica leggera 1999                   | Stadio Olimpico de la Cartuja, Siviglia, Spagna                         | Record nord-centroamericano |        |             |         |
| 800 m                    | 1'41"67 | Bryce Hoppel                                                                                          | 10 agosto 2024    | Giochi della XXXIII Olimpiade                                   | Stade de France, Parigi, Francia                                        |                             |        |             |         |
| 1500 m                   | 3'27"40 | Bernard Lagat                                                                                         | 6 agosto 2004     | Weltklasse Zürich                                               | Stadio Letzigrund, Zurigo, Svizzera                                     | [ 1 ]                       |        |             |         |
| 5000 m                   | 12'46"96 | Grant Fisher                                                                                          | 2 settembre 2022  | Memorial Van Damme                                              | Stadio Re Baldovino, Bruxelles, Belgio                                  | [ 2 ]                       |        |             |         |
| 10000 m                  | 26'33"84 | Grant Fisher                                                                                          | 6 marzo 2022      | The TEN                                                         | San Juan Capistrano, Stati Uniti                                        | [ 3 ]                       |        |             |         |
| Maratona                 | 2h05'38" | Khalid Khannouchi                                                                                     | 14 aprile 2002    | Maratona di Londra                                              | Londra, Regno Unito                                                     |                             |        |             |         |
| Maratona                 | 2h04"58 # | Ryan Hall                                                                                             | 17 aprile 2011    | Maratona di Boston                                              | Boston, Stati Uniti                                                     | [ 5 ]                       |        |             |         |
| 110 m ostacoli           | 12"80 (+0,3 m/s) | Aries Merritt                                                                                         | 7 settembre 2012  | Memorial Van Damme 2012                                         | Stadio Re Baldovino, Bruxelles, Belgio                                  | Record mondiale             |        |             |         |
| 400 m ostacoli           | 46"17 | Rai Benjamin                                                                                          | 3 agosto 2021     | Giochi della XXXII Olimpiade                                    | Stadio nazionale del Giappone, Tokyo, Giappone                          | Record nord-centroamericano |        |             |         |
| 3000 m siepi             | 8'00"45 | Ewan Jager                                                                                            | 4 luglio 2015     | Meeting Areva                                                   | Stade de France, Parigi, Francia                                        |                             |        |             |         |
| Salto in alto            | 2,40 m | Charles Austin                                                                                        | 7 agosto 1991     | Weltklasse Zürich                                               | Stadio Letzigrund, Zurigo, Svizzera                                     |                             |        |             |         |
| Salto con l'asta         | 6,07 m | KC Lightfoot                                                                                          | 2 giugno 2023     | Music City Track Carnival                                       | Nashville, Stati Uniti                                                  | Record nord-centroamericano |        |             |         |
| Salto in lungo           | 8,95 m (+0,3 m/s) | Mike Powell                                                                                           | 30 agosto 1991    | Campionati del mondo di atletica leggera 1991                   | National Stadium, Tokyo, Giappone                                       | Record mondiale             |        |             |         |
| Salto triplo             | 18,21 m (+0,2 m/s) | Christian Taylor                                                                                      | 27 agosto 2015    | Campionati del mondo di atletica leggera 2015                   | National Stadium, Pechino, Cina                                         | Record nord-centroamericano |        |             |         |
| Getto del peso           | 23,56 m | Ryan Crouser                                                                                          | 27 maggio 2023    | Los Angeles Grand Prix                                          | Los Angeles, Stati Uniti                                                | Record mondiale             |        |             |         |
| Lancio del disco         | 71,32 m | Ben Plucknett                                                                                         | 4 giugno 1983     |                                                                 | Hayward Field, Eugene, Stati Uniti                                      | Record nord-centroamericano |        |             |         |
| Lancio del disco         | 72,34 m X | Ben Plucknett                                                                                         | 7 luglio 1981     |                                                                 | Stoccolma, Svezia                                                       | [ 6 ]                       |        |             |         |
| Lancio del martello      | 82,71 m | Rudy Winkler                                                                                          | 20 giugno 2021    | 2020 US Olympic Trials                                          | Hayward Field, Eugene, Stati Uniti                                      | Record nord-centroamericano |        |             |         |
| Lancio del giavellotto   | 91,29 m | Breaux Greer                                                                                          | 21 giugno 2007    | USA Outdoor Championships                                       | IU Michael A. Carroll Track & Soccer Stadium, Indianapolis, Stati Uniti |                             |        |             |         |
| Decathlon                | 9.045 punti | Ashton Eaton                                                                                          | 29 agosto 2015    | Campionati del mondo di atletica leggera 2015                   | National Stadium, Pechino, Cina                                         | Record nord-centroamericano |        |             |         |
| Decathlon                | \| 100 m \| lungo \| peso \| alto \| 400 m \| 110 m Hs \| disco \| asta \| giavellotto \| 1500 m \| \| ---------------- \| ---------------- \| ------- \| ------ \| ----- \| ---------------- \| ------- \| ------ \| ----------- \| ------- \| \| 10"23 (-0,4 m/s) \| 7,88 m (0,0 m/s) \| 14,52 m \| 2,01 m \| 45"00 \| 13"69 (-0,2 m/s) \| 43,34 m \| 5,20 m \| 63,63 m \| 4'17"52 \| | |                   |                                                                 |                                                                         |                             |        |             |         |
| 20 km marcia (strada)    | 1h22'02" | Tim Seaman                                                                                            | 22 maggio 2004    |                                                                 | Copenhagen, Danimarca                                                   |                             |        |             |         |
| 50 km marcia (strada)    | 3h48'04" | Curt Clausen                                                                                          | 2 maggio 1999     | Coppa del mondo di marcia                                       | Mézidon, Francia                                                        |                             |        |             |         |
| 4×100 m                  | 37"10 | Christian Coleman Justin Gatlin Mike Rodgers Noah Lyles                                               | 5 ottobre 2019    | Campionati del mondo di atletica leggera 2019                   | Stadio internazionale Khalifa, Doha, Qatar                              |                             |        |             |         |
| 4×100 m                  | 37"04 X | Trell Kimmons Justin Gatlin Tyson Gay Ryan Bailey                                                     | 11 agosto 2012    | Giochi della XXX Olimpiade                                      | London Stadium, Londra, Regno Unito                                     | [ 7 ] [ 8 ]                 |        |             |         |
| 4×400 m                  | 2'54"29 | Andrew Valmon Quincy Watts Butch Reynolds Michael Johnson                                             | 22 agosto 1993    | Campionati del mondo di atletica leggera 1993                   | MPHArena, Stoccarda, Germania                                           | Record mondiale             |        |             |         |
| 4×400 m                  | 2'54"20 X | Jerome Young Antonio Pettigrew Tyree Washington Michael Johnson                                       | 22 luglio 1998    | Goodwill Games                                                  | Uniondale, Stati Uniti                                                  | [ 9 ] [ 10 ]                |        |             |         |
| Specialità non olimpiche | | |                   |                                                                 |                                                                         |                             |        |             |         |
| Gara                     | Record | Atleta                                                                                                | Data              | Evento                                                          | Luogo                                                                   | Note                        | Video  |             |         |
| 1000 m                   | 2'13"9 | Rick Wohlhuter                                                                                        | 30 luglio 1974    | Bislett Games                                                   | Bislett stadion, Oslo, Norvegia                                         | Record nord-centroamericano |        |             |         |
| 1 miglio                 | 3'43"97 (pista) | Yared Nuguse                                                                                          | 16 settembre 2023 | Prefontaine Classic                                             | Hayward Field, Eugene, Stati Uniti                                      | Record nord-centroamericano |        |             |         |
| 1 miglio                 | 3'56"13 (strada) | Hobbs Kessler                                                                                         | 1 ottobre 2023    | Campionato mondiale di corsa su strada                          | Riga, Lettonia                                                          | [ 11 ]                      |        |             |         |
| 2000 m                   | 4'52"44 | Jim Spivey                                                                                            | 15 settembre 1987 | Athletissima                                                    | Losanna, Svizzera                                                       | Record nord-centroamericano |        |             |         |
| 3000 m                   | 7'25"47 | Grant Fisher                                                                                          | 17 settembre 2023 | Prefontaine Classic                                             | Hayward Field, Eugene, Stati Uniti                                      | Record nord-centroamericano |        |             |         |
| 2 miglia                 | 8'07"07 | Matt Tegenkamp                                                                                        | 10 giugno 2007    | Prefontaine Classic                                             | Hayward Field, Eugene, Stati Uniti                                      |                             |        |             |         |
| 20000 m (pista)          | 58'25"0 | Bill Rodgers                                                                                          | 9 agosto 1977     |                                                                 | Boston, Stati Uniti                                                     |                             |        |             |         |
| Mezza maratona           | 58'09" | Hillary Bor                                                                                           | 2 settembre 2024  | Faxon Law New Haven Road Race                                   | New Haven, Stati Uniti                                                  |                             |        |             |         |
| 1 ora                    | 20547 m | Bill Rodgers                                                                                          | 9 agosto 1977     |                                                                 | Boston, Stati Uniti                                                     |                             |        |             |         |
| 25 km (strada)           | 1h13'09 | Diego Estrada                                                                                         | 11 maggio 2024    | Amway River Bank Run (USA 25 km Open and Masters Championships) | Grand Rapidas, Stati Uniti                                              |                             |        |             |         |
| 30 km (strada)           | 1h28'38" + | Ryan Hall                                                                                             | 13 aprile 2008    | Maratona di Londra                                              | London, Regno Unito                                                     |                             |        |             |         |
| 30 km (strada)           | 1h28'23 + a # | Ryan Hall                                                                                             | 18 aprile 2011    | Maratona di Boston                                              | Boston, Stati Uniti                                                     |                             |        |             |         |
| 100 km (strada)          | 6h09'26" | Jim Walmsley                                                                                          | 23 gennaio 2021   | Project Carbon X 2                                              | Chandler, Stati Uniti                                                   |                             |        |             |         |
| 20 km marcia (pista)     | 1h23'00"01 | Trevor Barron                                                                                         | 26 giugno 2012    | USA Olympic Trials                                              | Hayward Field, Eugene, Stati Uniti                                      |                             |        |             |         |
| 35 km marcia (strada)    | 2h38'16'' | Nick Christie                                                                                         | 19 dicembre 2021  |                                                                 | Dublino, Irlanda                                                        |                             |        |             |         |
| 4×200 m                  | 1'18"68 | Michael Marsh Leroy Burrell Floyd Heard Carl Lewis                                                    | 17 aprile 1994    | Mt. SAC Relays                                                  | Walnut, Stati Uniti                                                     |                             |        |             |         |
| 4×800 m                  | 7'02"82 | Jebreh Harris (1:47.05) Khadevis Robinson (1:44.03) Sam Burley (1:46.05) David Krummenacker (1:45.69) | 25 agosto 2006    | Memorial Van Damme                                              | Stadio Re Baldovino, Bruxelles, Belgio                                  |                             |        |             |         |
| 100 m                    | lungo | peso                                                                                                  | alto              | 400 m                                                           | 110 m Hs                                                                | disco                       | asta   | giavellotto | 1500 m  |
| 10"23 (-0,4 m/s)         | 7,88 m (0,0 m/s) | 14,52 m                                                                                               | 2,01 m            | 45"00                                                           | 13"69 (-0,2 m/s)                                                        | 43,34 m                     | 5,20 m | 63,63 m     | 4'17"52 |

### Femminili
| Specialità olimpiche     | Specialità olimpiche | Specialità olimpiche                                                      | Specialità olimpiche | Specialità olimpiche                                   | Specialità olimpiche                                                    | Specialità olimpiche        | Specialità olimpiche |
| Gara                     | Record | Atleta                                                                    | Data                 | Evento                                                 | Luogo                                                                   | Note                        | Video                |
| ------------------------ | --- | ------------------------------------------------------------------------- | -------------------- | ------------------------------------------------------ | ----------------------------------------------------------------------- | --------------------------- | -------------------- |
| 100 m                    | 10"49 (0,0 m/s) | Florence Griffith-Joyner                                                  | 16 luglio 1988       | US Olympic Trials                                      | IU Michael A. Carroll Track & Soccer Stadium, Indianapolis, Stati Uniti | [ 12 ]                      |                      |
| 200 m                    | 21"34 (+1,3 m/s) | Florence Griffith-Joyner                                                  | 29 settembre 1988    | Giochi della XXIV Olimpiade                            | Stadio Olimpico, Seul, Corea del Sud                                    | Record mondiale             |                      |
| 400 m                    | 48"70 | Sanya Richards                                                            | 17 settembre 2006    | Coppa del mondo di atletica leggera 2006               | Stadio Olimpico, Atene, Grecia                                          |                             |                      |
| 800 m                    | 1'54"97 | Athing Mu                                                                 | 17 settembre 2023    | Prefontaine Classic                                    | Hayward Field, Eugene, Stati Uniti                                      |                             |                      |
| 1500 m                   | 3'54"99 | Shelby Houlihan                                                           | 5 ottobre 2019       | Campionati del mondo di atletica leggera 2019          | Stadio internazionale Khalifa, Doha, Qatar                              | Record nord-centroamericano |                      |
| 5000 m                   | 14'19"45 | Alicia Monson                                                             | 23 luglio 2023       | London Anniversary Games                               | London Stadium, Londra, Regno Unito                                     | Record nord-centroamericano |                      |
| 10000 m                  | 30'03"82 | Alicia Monson                                                             | 4 marzo 2023         | The TEN                                                | San Juan Capistrano, Stati Uniti                                        | Record nord-centroamericano |                      |
| Maratona                 | 2h18'29" | Emily Sisson                                                              | 9 ottobre 2022       | Maratona di Chicago                                    | Chicago, Stati Uniti d'America                                          | Record nord-centroamericano |                      |
| 3000 m siepi             | 8'57"77 | Courteny Frerichs                                                         | 21 agosto 2021       | Prefontaine Classic                                    | Hayward Field, Eugene, Stati Uniti                                      | Record nord-centroamericano |                      |
| 100 m ostacoli           | 12"22 (+0,3 m/s) | Kendra Harrison                                                           | 22 luglio 2016       | London Anniversary Games                               | London Stadium, Londra, Regno Unito                                     | Record nord-centroamericano |                      |
| 400 m ostacoli           | 50"37 | Sydney McLaughlin                                                         | 8 agosto 2024        | Giochi della XXXIII Olimpiade                          | Stade de France, Parigi, Francia                                        | Record mondiale             |                      |
| Salto in alto            | 2,05 m | Chaunté Lowe                                                              | 26 giugno 2010       | USA Outdoor Championships                              | Drake Stadium, Des Moines, Stati Uniti                                  | [ 13 ]                      |                      |
| Salto con l'asta         | 5,00 m | Sandi Morris                                                              | 9 settembre 2016     | Memorial Van Damme                                     | Stadio Re Baldovino, Bruxelles, Belgio                                  |                             |                      |
| Salto in lungo           | 7,49 m (+1,3 m/s) | Jackie Joyner-Kersee                                                      | 22 maggio 1994       |                                                        | New York, Stati Uniti                                                   | Record nord-centroamericano |                      |
| Salto in lungo           | 7,49 m (+1,7 m/s) A | Jackie Joyner-Kersee                                                      | 31 luglio 1994       | Meeting Internazionale del Sestriere                   | Sestriere, Italia                                                       | Record nord-centroamericano |                      |
| Salto triplo             | 14,91 m (+1,1 m/s) | Keturah Orji                                                              | 25 aprile 2021       | Chula Vista High Performance                           | Chula Vista, Stati Uniti                                                |                             |                      |
| Getto del peso           | 20,76 m | Chase Ealy                                                                | 16 settembre 2023    | Prefontaine Classic                                    | Hayward Field, Eugene, Stati Uniti                                      |                             |                      |
| Lancio del disco         | 71,46 m | Valarie Allman                                                            | 8 aprile 2022        | Triton Invitational                                    | San Diego, Stati Uniti                                                  | Record nord-centroamericano |                      |
| Lancio del martello      | 80,31 m | DeAnna Price                                                              | 26 giugno 2021       | 2020 US Olympic Trials                                 | Hayward Field, Eugene, Stati Uniti                                      | Record nord-centroamericano |                      |
| Lancio del giavellotto   | 68,11 m | Kara Patterson                                                            | 2 settembre 2022     | Memorial Van Damme                                     | Stadio Re Baldovino, Bruxelles, Belgio                                  |                             |                      |
| Eptathlon                | 7291 punti | Jackie Joyner-Kersee                                                      | 23-24 settembre 1988 | Giochi della XXIV Olimpiade                            | Stadio Olimpico, Seul, Corea del Sud                                    | Record mondiale             |                      |
| Eptathlon                | [4264 punti prima giornata], [3027 punti seconda giornata] \| 100 m Hs \| alto \| peso \| 200 m \| lungo \| giavellotto \| 800 m \| \| ---------------- \| ------ \| ------- \| ---------------- \| ----------------- \| ----------- \| ------- \| \| 12"69 (+0,5 m/s) \| 1,86 m \| 15,80 m \| 22,56 (+1,6 m/s) \| 7,27 m (+0,7 m/s) \| 45,66 m \| 2'08"51 \| |                                                                           |                      |                                                        |                                                                         |                             |                      |
| 20 km marcia (strada)    | 1h30'49" | Maria Michta-Coffey                                                       | 3 maggio 2014        | Coppa del mondo di marcia                              | Taicang, Cina                                                           |                             |                      |
| 4×100 m                  | 40"82 | Tianna Madison Allyson Felix Bianca Knight Carmelita Jeter                | 10 agosto 2012       | Giochi della XXX Olimpiade                             | Olympic Stadium, Londra, Regno Unito                                    | Record mondiale             |                      |
| 4×400 m                  | 3'15"27 | Shamier Little Sydney McLaughlin-Levrone Gabrielle Thomas Alexis Holmes   | 10 agosto 2024       | Giochi della XXXIII Olimpiade                          | Stade de France, Parigi, Francia                                        | Record mondiale             |                      |
| Specialità non olimpiche | |                                                                           |                      |                                                        |                                                                         |                             |                      |
| Gara                     | Record | Atleta                                                                    | Data                 | Evento                                                 | Luogo                                                                   | Note                        | Video                |
| 1000 m                   | 2'31"49 | Addison Wiley                                                             | 31 agosto 2024       | Mityng Ambasadorów Białostockiego i Podlaskiego Sportu | Stadion BOSiR, Bialystrok, Polonia                                      |                             |                      |
| Miglio (pista)           | 4'16"35 | Nikki Hiltz                                                               | 21 luglio 2023       | Herculis Meeting                                       | Stade Louis II, Principato di Monaco                                    | Record nord-centroamericano |                      |
| 2000 m                   | 5:28.78 | Cory McGee                                                                | 12 luglio 2024       | Herculis Meeting                                       | Stade Louis II, Principato di Monaco                                    |                             |                      |
| 3000 m                   | 8:25.10 | Elise Cranny                                                              | 22 agosto 2024       | Athletissima                                           | Stade Olympique de la Pontaise, Losanna, Svizzera                       |                             |                      |
| 1 ora                    | 17273 m | Nancy Conz                                                                | 25 giugno 1981       |                                                        | Amherst, Stati Uniti                                                    |                             |                      |
| Mezza maratona           | 1h06'25" | Weini Kelati Frezghi                                                      | 14 gennaio 2024      | Houston Half & Marathon                                | Houston, Stati Uniti                                                    |                             |                      |
| 10 km marcia             | 44'41"87 (pista) | Michelle Rohl                                                             | 27 luglio 1994       |                                                        | San Pietroburgo, Russia                                                 |                             |                      |
| 10 km marcia             | 44'17"00 (strada) | Michelle Rohl                                                             | 7 agosto 1995        |                                                        | Göteborg, Svezia                                                        |                             |                      |
| 20 km marcia (pista)     | 1h33'28"15 | Teresa Vaill                                                              | 25 giugno 2005       | USA Outdoor Championships                              | The Home Depot Center, Carson, Stati Uniti                              |                             |                      |
| 35 Km marcia (strada)    | 2h49'29" | Robyn Stevens                                                             | 23 aprile 2022       | Dudinská Päťdesiatka                                   | Dudince, Slovacchia                                                     | Record nord-centroamericano |                      |
| 4×200 m                  | 1'27"46 | LaTasha Jenkins LaTasha Colander-Richardson Nanceen Perry Marion Jones    | 29 aprile 2000       | Penn Relays                                            | Franklin Field, Filadelfia, Stati Uniti                                 | Record mondiale             |                      |
| 4×800                    | 8'00"62 | Chanelle Price Maggie Vessey Molly Beckwith-Ludlow Alysia Johnson Montaño | 3 maggio 2015        | IAAF World Relays                                      | Nassau, Bahamas                                                         |                             |                      |
| 100 m Hs                 | alto | peso                                                                      | 200 m                | lungo                                                  | giavellotto                                                             | 800 m                       |                      |
| 12"69 (+0,5 m/s)         | 1,86 m | 15,80 m                                                                   | 22,56 (+1,6 m/s)     | 7,27 m (+0,7 m/s)                                      | 45,66 m                                                                 | 2'08"51                     |                      |

### Misti
| Gara    | Record  | Atleta                                                    | Data          | Evento                        | Luogo                            | Note            | Video |
| ------- | ------- | --------------------------------------------------------- | ------------- | ----------------------------- | -------------------------------- | --------------- | ----- |
| 4×400 m | 3'07'41 | Vernon Norwood Shamier Little Bryce Deadmond Kaylyn Brown | 2 agosto 2024 | Giochi della XXXIII Olimpiade | Stade de France, Parigi, Francia | Record mondiale |       |

## Indoor

### Maschili
| Gara             | Record | Atleta                                                     | Data             | Evento                                               | Luogo                        | Note                        | Video |
| ---------------- | --- | ---------------------------------------------------------- | ---------------- | ---------------------------------------------------- | ---------------------------- | --------------------------- | ----- |
| 50 m             | 5"56 | Maurice Greene                                             | 13 febbraio 1999 | Los Angeles Invitational                             | Los Angeles, Stati Uniti     |                             |       |
| 55 m             | 6"00 | Lee McRae                                                  | 14 marzo 1986    |                                                      | Oklahoma City, Stati Uniti   |                             |       |
| 60 m             | 6"34 | Christian Coleman                                          | 18 febbraio 2018 | USA indoor National Championships                    | Albuquerque, Stati Uniti     | Record mondiale             |       |
| 200 m            | 20"02 | Elijah Hall-Thompson                                       | 10 marzo 2018    | NCAA Indoor Championships                            | College Station, Stati Uniti | Record nord-centroamericano |       |
| 300 m            | 31"87 | Noah Lyles                                                 | 4 marzo 2017     | USA indoor National Championships                    | Albuquerque, Stati Uniti     |                             |       |
| 400 m            | 44"52 | Michael Norman                                             | 10 marzo 2018    | NCAA Indoor Championships                            | College Station, Stati Uniti | [ 14 ]                      |       |
| 500 m            | 59"87 | Brian Herron                                               | 3 dicembre 2022  | Commonwelth college opener                           | Louisville, Stati Uniti      |                             |       |
| 800 m            | 1'44"21 | Donovan Braizer                                            | 13 febbraio 2021 | New Balance Indoor Grand Prix                        | New York, Stati Uniti        | Record nord-centroamericano |       |
| 1000 m           | 2'16"16 | Shane Streich                                              | 27 gennaio 2022  | American Track League                                | Louisville, Stati Uniti      |                             |       |
| 1500 m           | 3'33"22 + | Yared Nguse                                                | 11 febbraio 2023 | Millrose Games                                       | New York, Stati Uniti        | Record nord-centroamericano |       |
| 1 miglio         | 3'47"38 | Yared Nguse                                                | 11 febbraio 2023 | Millrose Games                                       | New York, Stati Uniti        | Record nord-centroamericano |       |
| 3000 m           | 7'28"23 | Yared Nuguse                                               | 27 gennaio 2023  | John Thomas Terrier Classic                          | Boston, Stati Uniti          | Record nord-centroamericano |       |
| 2 miglia         | 8'03"62 | Grant Fisher                                               | 11 febbraio 2024 | Millrose Games                                       | New York, Stati Uniti        |                             |       |
| 5000 m           | 12'51"61 | Woody Kincaid                                              | 27 gennaio 2023  | John Thomas Terrier Classic                          | Boston, Stati Uniti          | Record nord-centroamericano |       |
| 50 m ostacoli    | 6"35 | Greg Foster                                                | 27 gennaio 1985  |                                                      | Rosemont, Stati Uniti        |                             |       |
| 50 m ostacoli    | 6"35 | Greg Foster                                                | 31 gennaio 1987  |                                                      | Ottawa, Canada               |                             |       |
| 55 m ostacoli    | 6"89 | Renaldo Nehemiah                                           | 20 gennaio 1979  |                                                      | New York, Stati Uniti        |                             |       |
| 60 m ostacoli    | 7"27 | Grant Holloway                                             | 16 febbraio 2024 | USA indoor National Championships                    | Albuquerque, Stati Uniti     | Record mondiale             |       |
| 400 m ostacoli   | 49"78 | Reuben McCoy                                               | 19 febbraio 2011 | Aviva Indoor Grand Prix                              | Birmingham, Regno Unito      | [ 15 ] [ 16 ]               |       |
| Salto in alto    | 2,40 m | Hollis Conway                                              | 10 marzo 1991    | Campionati del mondo di atletica leggera indoor 1991 | Siviglia, Spagna             |                             |       |
| Salto con l'asta | 6,05 m | Christopher Nielsen                                        | 5 marzo 2022     | Perche Elite Tour                                    | Rouen, Francia               | Record nord-centroamericano |       |
| Salto in lungo   | 8,79 m | Carl Lewis                                                 | 27 gennaio 1984  | Millrose Games                                       | New York, Stati Uniti        | Record mondiale             |       |
| Salto triplo     | 17,76 m | Mike Conley                                                | 27 febbraio 1987 |                                                      | New York, Stati Uniti        |                             |       |
| Getto del peso   | 22,82 m | Ryan Crouser                                               | 24 gennaio 2021  | American Track League Meeting 1                      | Fayetteville, Stati Uniti    | Record mondiale             |       |
| Eptathlon        | 6645 punti | Ashton Eaton                                               | 10 marzo 2012    | Campionati del mondo di atletica leggera indoor 2012 | Istanbul, Turchia            | Record mondiale             |       |
| Eptathlon        | \| 60 m \| Lungo \| Peso \| Alto \| 60 m hs \| Asta \| 1000 m \| \| ---- \| ------ \| ------- \| ------ \| ------- \| ------ \| ------- \| \| 6"79 \| 8,16 m \| 14,56 m \| 2,03 m \| 7"68 \| 5,20 m \| 2'32"77 \| |                                                            |                  |                                                      |                              |                             |       |
| 1 miglio marcia  | 5'38"2 | Tim Lewis                                                  | 30 gennaio 1987  |                                                      | Inglewood, Stati Uniti       |                             |       |
| 3 km marcia      | 11'16"3 | Ray Sharp                                                  | 3 febbraio 1984  |                                                      | Louisville, Stati Uniti      |                             |       |
| 2 miglia marcia  | 12'05"94 | Jim Heiring                                                | 28 febbraio 1986 |                                                      | New York, Stati Uniti        |                             |       |
| 5 km marcia      | 19'15"88 | Tim Seaman                                                 | 25 febbraio 2006 | USA Indoor Championships                             | Boston, Stati Uniti          |                             |       |
| 10 km marcia     | 44'36"0 | John Knifton                                               | 9 febbraio 1974  |                                                      | New London, Stati Uniti      |                             |       |
| 4×200 m          | 1'22"71 | Thomas Jefferson Raymond Pierre Antonio McKay Kevin Little | 3 marzo 1991     |                                                      | Glasgow, Scozia              |                             |       |
| 4×400 m          | 3'01"39 | Ilolo Izu Robert Grant Devin Dixon My'Lik Kerley           | 10 marzo 2018    | NCAA Indoor Championships                            | College Station, Stati Uniti | [ 17 ] [ 18 ]               |       |
| 4×800 m          | 7'11"30 | Joseph Mcasey Kyle Merber Chris Giesting Jesse Garn        | 25 febbraio 2018 | BU Last Chance Meet                                  | Boston, Stati Uniti          | Record mondiale             |       |
| 4×1500 m         | 16'16"67 | Brad Horton Jeff Smith Brad Schlapak Bill Burke            | 10 gennaio 1993  |                                                      | Hanover, Stati Uniti         |                             |       |
| 60 m             | Lungo | Peso                                                       | Alto             | 60 m hs                                              | Asta                         | 1000 m                      |       |
| 6"79             | 8,16 m | 14,56 m                                                    | 2,03 m           | 7"68                                                 | 5,20 m                       | 2'32"77                     |       |

### Femminili
| Gara             | Record | Atleta                                                        | Data             | Evento                                               | Luogo                        | Note                        | Video |
| ---------------- | --- | ------------------------------------------------------------- | ---------------- | ---------------------------------------------------- | ---------------------------- | --------------------------- | ----- |
| 50 m             | 6"02 | Gail Devers                                                   | 22 febbraio 1999 | Meeting Pas de Calais                                | Liévin, Francia              |                             |       |
| 55 m             | 6"56 | Gwen Torrence                                                 | 14 marzo 1987    |                                                      | Oklahoma City, Stati Uniti   |                             |       |
| 60 m             | 6"94 | Aleia Hobbes                                                  | 18 febbraio 2023 | USA indoor National Championships                    | Albuquerque, Stati Uniti     | Record nord-centroamericano |       |
| 200 m            | 22"09 | Abby Steiner                                                  | 26 febbraio 2022 | Sutheastern COnference Championships                 | College Station, Stati Uniti |                             |       |
| 400 m            | 49"48 | Britton Wilson                                                | 11 marzo 2023    | NCAA Indoor Championships                            | Albuquerque, Stati Uniti     | Record nord-centroamericano |       |
| 800 m            | 1'58"29 | Ajee' Wilson                                                  | 2 marzo 2002     | Millrose Games                                       | New York, Stati Uniti        | Record nord-centroamericano |       |
| 1000 m           | 2'34"19 | Jennifer Toomey                                               | 20 febbraio 2004 | Aviva Indoor Grand Prix                              | Birmingham, Regno Unito      |                             |       |
| 1500 m           | 3'59"98 | Regina Jacobs                                                 | 1º marzo 2003    |                                                      | Roxbury, Stati Uniti         | Record nord-centroamericano |       |
| 1 miglio         | 4'16"41 | Elle St.Pierre                                                | 11 febbraio 2024 | Millrose Games                                       | New York, Stati Uniti        | Record nord-centroamericano |       |
| 3000 m           | 8'20"87 | Elle St.Pierre                                                | 2 marzo 2024     | Campionati mondiali di atletica leggera indoor 2024  | Glasgow, Scozia              | Record nord-centroamericano |       |
| 5000 m           | 14'33'17 | Elise Cranny                                                  | 11 febbraio 2022 | David Hemery Valentine Invitational                  | Boston, Stati Uniti          |                             |       |
| 50 m ostacoli    | 6"67 | Jackie Joyner-Kersee                                          | 10 febbraio 1995 |                                                      | Reno, Stati Uniti            | Record nord-centroamericano |       |
| 55 m ostacoli    | 7"37 | Jackie Joyner-Kersee                                          | 3 febbraio 1989  |                                                      | New York, Stati Uniti        |                             |       |
| 60 m ostacoli    | 7"67 | Tia Jones                                                     | 16 febbraio 2024 | USA Indoor National Championships                    | Albuquerque, Stati Uniti     |                             |       |
| 400 m ostacoli   | 56"41 | Sheena Tosta                                                  | 12 febbraio 2011 | Meeting National                                     | Val-de-Reuil, Francia        | [ 19 ] [ 20 ] [ 21 ]        |       |
| Salto in alto    | 2,02 m | Chaunté Lowe                                                  | 26 febbraio 2012 | USA Indoor National Championships                    | Albuquerque, Stati Uniti     | Record nord-centroamericano |       |
| Salto con l'asta | 5,03 m | Jenn Suhr                                                     | 30 gennaio 2016  | Golden Eagle Multi and Invitational                  | Brockport, Stati Uniti       | Record nord-centroamericano |       |
| Salto in lungo   | 7,23 m | Brittney Reese                                                | 11 marzo 2012    | Campionati del mondo di atletica leggera indoor 2012 | Istanbul, Turchia            | Record nord-centroamericano |       |
| Salto triplo     | 15,12 m | Jasmine Moore                                                 | 11 marzo 2023    | NCAA Indoor Championships                            | Albuquerque, Stati Uniti     | Record nord-centroamericano |       |
| Getto del peso   | 20,21 m | Michelle Carter                                               | 19 marzo 2016    | Campionati del mondo di atletica leggera indoor 2016 | Portland, Stati Uniti        | Record nord-centroamericano |       |
| Getto del peso   | 20,21 m | Chase Ealey                                                   | 18 marzo 2022    | Campionati del mondo di atletica leggera indoor 2022 | Belgrado, Serbia             | Record nord-centroamericano |       |
| Pentathlon       | 5 004 punti | Anna Hall                                                     | 16 febbraio 2023 | USA Indoor National Championships                    | Albuquerque, Stati Uniti     | Record nord-centroamericano |       |
| Pentathlon       | \| 60 m hs \| Alto \| Peso \| Lungo \| 800 m \| \| ------- \| ------ \| ------- \| ------ \| ------- \| \| 8"04 \| 1,91 m \| 13,80 m \| 6,34 m \| 2'05"70 \| |                                                               |                  |                                                      |                              |                             |       |
| 3000 m marcia    | 12'20"79 | Debbi Lawrence                                                | 12 marzo 1993    | Campionati del mondo di atletica leggera indoor 1993 | Toronto, Canada              | Record nord-centroamericano |       |
| 4×200 m          | 1'32"67 | Kyra Jefferson Deajah Stevens Daina Harper Asha Ruth          | 27 gennaio 2018  | Dr Norb Sander Invitational                          | New York, Stati Uniti        | Record nord-centroamericano |       |
| 4×400 m          | 3'23"85 | Quanera Hayes Georganne Moline Shakima Wimbley Courtney Okolo | 4 marzo 2018     | Campionati mondiali di atletica leggera indoor 2018  | Birmingham, Regno Unito      | Record nord-centroamericano |       |
| 4×800 m          | 8'05"89 | Chrishuna Williams Raevyn Rogers Charlene Lipsey Ajeé Wilson  | 3 febbraio 2018  | Millrose Games                                       | New York, Stati Uniti        | Record mondiale             |       |
| 60 m hs          | Alto | Peso                                                          | Lungo            | 800 m                                                |                              |                             |       |
| 8"04             | 1,91 m | 13,80 m                                                       | 6,34 m           | 2'05"70                                              |                              |                             |       |